# Lev livet leende (film)
Lev livet leende (engelska: Leave 'Em Laughing) är en amerikansk komedifilm med Helan och Halvan från 1928 regisserad av Clyde Bruckman.

## Handling
Halvan har tandvärk och har svårt att sova. Helan försöker hjälpa sin vän att bli av med tanden, men misslyckas då de istället lyckas väcka hyresvärden. Nästa morgon beger sig Helan och Halvan till tandläkaren för att dra ut tanden. Försöket med att söva Halvan med lustgas slutar istället med att Helan och Halvan får skrattanfall av lustgas.

## Om filmen
Filmens handling återanvändes i The Three Stooges-filmen I Can Hardly Wait som utkom 1943.
Delen i filmen där Helan och Halvan får skrattanfall stod som förebild för duons senare filmer Festprissar som utkom 1930, På nattkröken som utkom 1932 och Värdshuset Göken som utkom 1933.
Delar av filmen kom att återanvändas i duons senare filmer En lycklig dag från 1929 och In igen och ut igen! från 1931.

## Rollista (i urval)
- Stan Laurel – Stan (Halvan)
- Oliver Hardy – Ollie (Helan)
- Charlie Hall – hyresvärd
- Edgar Kennedy – polis
- Jack Hill – bilist
- Viola Richard – tandsköterska
- Sam Lufkin – patient
- Tiny Sandford – patient[2]